# Accademia Nazionale Virgiliana

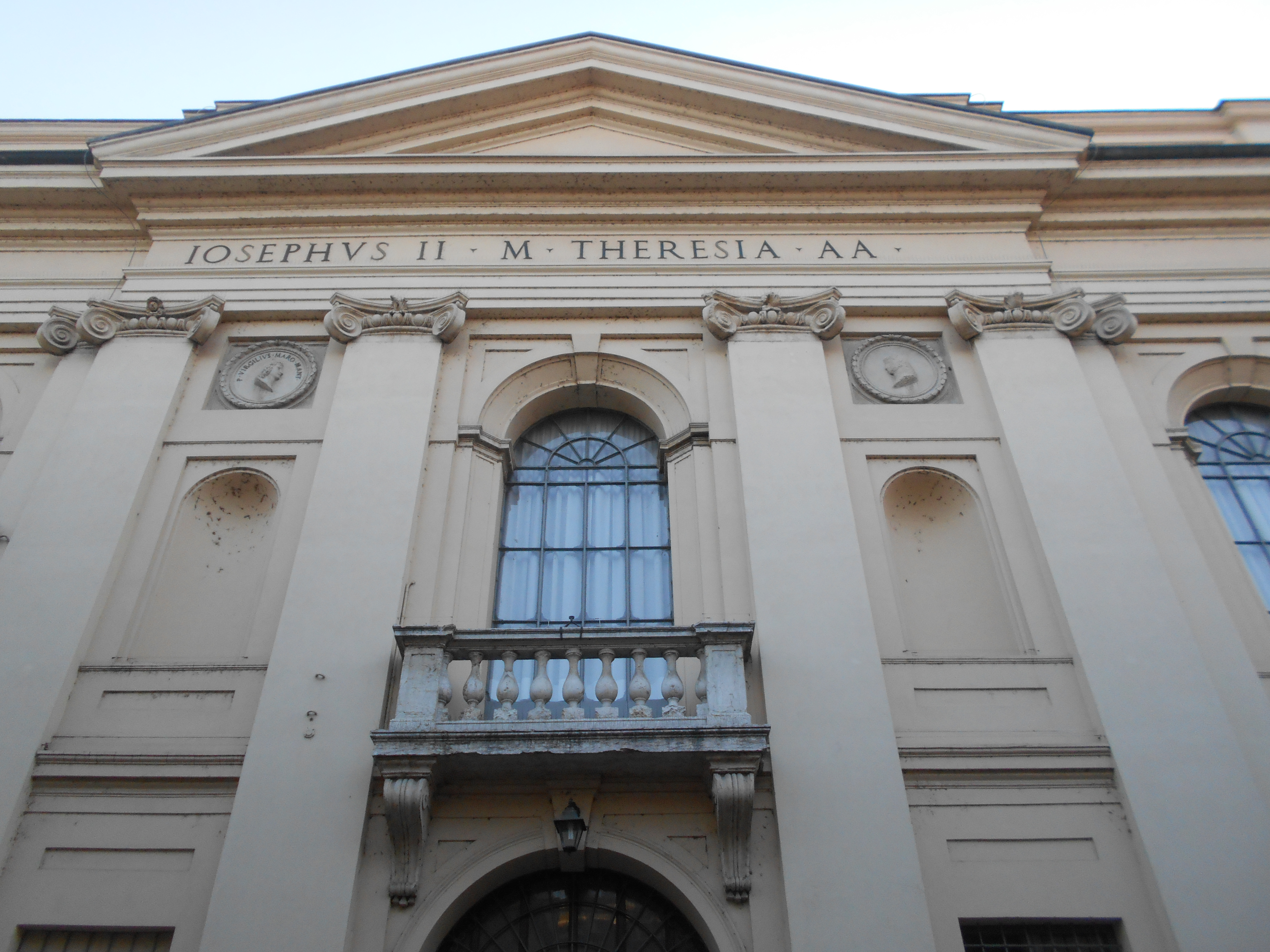
Mantua, Palazzo dell'Accademia Nazionale Virgiliana

Die Accademia Nazionale Virgiliana wurde  1768 von Kaiserin Maria Theresia gegründet und ist die renommierteste Institution der Stadt Mantua in Italien.

## Geschichte
Ihre Vorläuferinstitution trug die Bezeichnung Reale Accademia di Scienze e Belle Lettere und war nach dem Vorbild einer Universität in verschiedene Disziplinen und Klassen eingeteilt. Ihren Ursprung hat sie in der Tradition der kulturellen Gesellschaften, die auf das Herrengeschlecht Gonzaga zurückgehen (wie im Fall der Accademia degli Invitti, die später zu Accademia dei Timidi umbenannt wurde). Napoleon Bonaparte ließ sie zu Ehren Vergils Virgiliana nennen. Im Jahr 1983 nahm die Akademie die Bezeichnung Nazionale in ihren Namen auf.

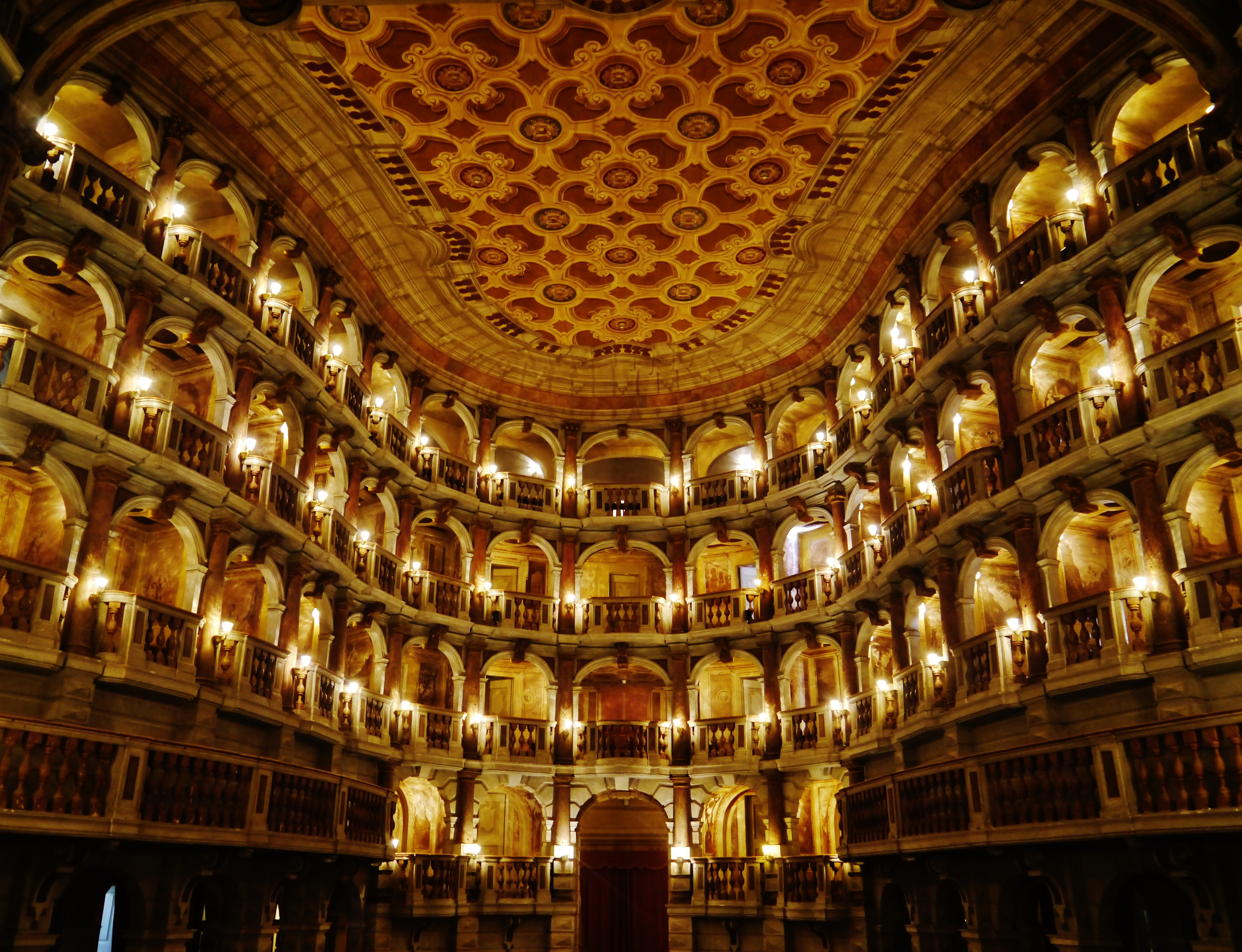
Mantua, Teatro Scientifico

Die Akademie ist in einem Palazzo aus dem Cinquecento untergebracht, der von dem neoklassizistischen Architekten Paolo Pozzo restauriert wurde. Im Innern befindet sich das 1769 eröffnete Theater des Antonio Bibiena, in dem Mozart am 16. Januar 1770 als Dreizehnjähriger vortrug.
Heute besteht die Akademie aus 170 Mitgliedern und ist in drei Klassen eingeteilt: Literatur und Künste, Mathematik und Naturwissenschaften sowie Praktische Philosophie. Abgesehen von der jährlich erscheinenden Zeitschrift Atti e Memorie gibt die Akademie verschiedene Buchreihen heraus, die vom Verlag Leo S. Olschki in Florenz veröffentlicht werden. Präsident ist gegenwärtig der Professor Roberto Navarrini.

## Liste der Präsidenten
- Carlo Ottavio di Colloredo (1768–1786)
- Giambattista Gherardo d’Arco (1786–1791)
- Girolamo Murari della Corte (1792–1798)
- Angelo Petrozzani (1798–1801)
- Girolamo Murari della Corte (1801–1832)
- Federico Cocastelli di Montiglio (1834–1847)
- Antonio Guidi di Bagno (1847–1865)
- Adelelmo Cocastelli di Montiglio (1865–1867)
- Giovanni Arrivabene (1867–1881)
- Giambattista Intra (1881–1907)
- Antonio Carlo dall’Acqua (1907–1928)
- Pietro Torelli (1929–1948)
- Eugenio Masè Dari (1948–1961)
- Vittore Colorni (1961–1972)
- Eros Benedini (1972–1991)
- Claudio Gallico (1991–2006)
- Giorgio Bernardi Perini (2006–2009)
- Giorgio Zamboni (2009–2011)
- Piero Gualtierotti (2011–2019)
- Roberto Navarrini (2019-…)